# 张赫宣
张赫宣（1985年10月7日—），汉族，中國歌手，2012年参加浙江卫视《中国好声音》第一季获得那英组殿军、全国年度总决赛16强人气选手而走红，2013年9月10日，发行首张个人专辑《宣言》。

## 主要经历
- 1985年，出生于辽宁省辽中县一个工人家庭；
- 2005年，考入沈阳音乐学院声乐教育专业本科班（2009年毕业）；
- 2009年，获得辽宁卫视《全民欢唱》第一榜月冠军，同年参加深圳卫视《中国流行音乐金钟奖》比赛获得北京10强、全国男子20强[1]；
- 2012年，参加浙江卫视《中国好声音》第一季获得那英组4强、全国年度总决赛16强；同年代表《中国好声音》参加央视《直通春晚》比赛最终获得全国6强[2]；
- 2013年，发行首张个人专辑《宣言》[3][4]，并获得第十七届全球华语榜中榜“新势力男歌手”奖[5]。
- 2014年，发行翻唱专辑《点赞》，以及擔任《中國正在聽》第十期節目的幫唱嘉賓，與選手孟根花合唱《寂靜的天空》。

## 音乐作品

### 专辑/EP
| 专辑数量 | 专辑名称    | 专辑类型 | 发行公司 | 发行日期   | 专辑曲目 |
| -------- | ----------- | -------- | -------- | ---------- | --- |
| 第一张   | 《宣言》    | 专辑     | 海蝶音乐 | 2013-09-10 | 曲目 1. 梦里的泪【MV】 2. 爸爸【MV】 3. 伙伴【MV】微电影《伴你高飞》主题曲 4. 空心人 5. 我忘了 6. 太认真 7. 恋恋不休 8. 有诡 9. 疯 10. 心痛的回音 11. dear angel              |
| 第二张   | 《点赞》    | 翻唱专辑 | 海蝶音乐 | 2014-12-05 | 曲目 1. 绿叶对根的情谊 2. 无言 3. 爱着谁 4. 穷浪漫 5. 心的祈祷 6. 怕黑的女人 7. 会哭的人不一定流泪 8. 你是我心爱的姑娘 9. 你把我灌醉 10. 永隔一江水 11. 晚风 12. 你是我的花朵 |
| 第三张   | 《Freedom》 | 专辑     | 互娱传奇 | 2017-04-10 | 曲目 1. 爱情真理 2. Freedom 3. 请爱背死手 4. 我全都记得 5. 来 6. 如果还有一次如果 7. 才华 8. 不变 9. 米兰的大雨 10. 预念患者 11. 我们不该这样的                               |

### 单曲
未收录在其专辑已经发行的单曲
| 年份 | 歌曲名稱           | 备注                             |
| ---- | ------------------ | -------------------------------- |
| 2012 | 《坚强的盾》       | 电视剧《特警突击队》主题曲       |
| 2012 | 《不绣牡丹绣江山》 | 电视剧《巾帼大英雄》主题曲       |
| 2012 | 《感知中国心》     | 央视栏目《经济生活大调查》主题曲 |
| 2012 | 《我们相信爱情》   | 电视剧《城市恋人》主题曲         |
| 2013 | 《抱你入怀》       | 电视剧《老有所依》主题曲         |
| 2014 | 《我的选择》       | 电视剧《金牌律师》片尾曲         |

## 大型晚会
- 2012年10月14日，中央电视台“喜迎十八大‘红色唱响’”系列演唱会—北京站
- 2012年12月28日，河北卫视《2012好人好梦》跨年演唱会（石家庄）
- 2012年12月29日，北京卫视《2012BTV环球春晚》（北京）
- 2012年12月31日，中央电视台《启航2013—元旦晚会》（北京-国家体育馆）
- 2012年12月30日，中央电视台《“中国梦”CCTV-网络春晚》（北京）
- 2013年3月29日，中央电视台《2012中国电视剧年度明星盛典》晚会（北京）
- 2013年5月13日，中央电视台电影频道（CCTV-6）《第20届北京大学生电影节闭幕式》晚会（北京）
- 2013年6月1日，中央电视台《“星光璀璨―2013年新民歌演唱会”》（北京）
- 2013月08月1日，浙江卫视《中国蓝5动梦想》晚会
- 2013年8月10日，中央电视台国家频道《中华情》系列晚会
- 2013年12月6日，中央电视台《“CCTV年度十大新锐歌手”演唱会》[6]